# Saint-Mathieu
Saint-Mathieu è un comune francese di 1 179 abitanti situato nel dipartimento dell'Alta Vienne nella regione della Nuova Aquitania.

## Società

### Evoluzione demografica
Abitanti censiti